# Bataille de Loulin
guerres entre les États de Xu et Chu/guerres entre les États de Qi et Chu
La bataille de Loulin est un conflit militaire qui a lieu durant l'hiver 645 av. J.-C., et voit s'affronter les États de Chu et Xu, ce dernier étant soutenu par une coalition d'États du Nord dirigée par Qi. Quelques années avant cette bataille, Xu était l'État le plus puissant de la vallée de la rivière Huai. Cependant, il avait été affaibli par des troubles internes et plusieurs guerres depuis le début de la période des Printemps et Automnes. Alors que l'influence de Xu sur l'Est du Hubei, le Sud du Henan et le centre de l'Anhui diminue, Chu commence à s'étendre dans ces régions. Menacé par l'expansion de son ambitieux voisin, Xu rejoint une alliance composée de plusieurs États du Nord et dirigée contre Chu. Au printemps 645 av. J.-C., lorsque Chu envahit le sud de l'État de Xu, les États du Nord envoient une expédition de secours afin d'aider Xu et de stopper les conquêtes orientales de Chu. Les forces de la coalition rencontrent finalement l'armée de Chu à Loulin et sont vaincues. Cette défaite marque le début du déclin final de Xu et accélère la fin de l'hégémonie de Qi sur la Chine.

## Prélude
L'État de Xu, qui est centré sur le nord de l'Anhui, contrôlait la majeure partie du cours moyen et inférieur du fleuve Huai pendant la période des Zhou de l'Ouest et au début de celle des printemps et automnes,. Cependant, la puissance de Xu commence à décliner à partir de la fin du VIIIe siècle av. J.-C., au point que plusieurs de ses vassaux et territoires font sécession. Dans le même temps, l'État de Chu, situé dans l'Est du Hubei prend de l'importance.
Après avoir conquis la majeure partie du bassin de Nanyang en 678 av. J.-C., Chu commence à avancer plus à l'est dans le cours supérieur de la vallée de la rivière Huai et au nord dans la plaine du Yangzi Jiang. En seulement vingt ans, il envahit de nombreux États voisins et en force d'autres à devenir ses vassaux. Cette brusque montée en puissance trouble et inquiète l'hégémon de Chine, le duc Huan de Qi, qui commencé à organiser une grande alliance pour envahir le Chu et mettre fin à son expansion. En même temps que se forme l'alliance anti-Chu, le Xu occupe l'État de Shu, qui se situe dans l'actuel Xian de Lujiang, en 656 av. Li Lian, un érudit de la dynastie Yuan, estime qu'il est probable que Shu ait été un allié de Chu et que Xu l'avait occupé en coordination avec l'État de Qi. Si l'on suit ce point de vue, la destruction du Shu fait partie de la préparation de la future invasion de Chu par les troupes de l'alliance du nord. Les rédacteurs du Dictionnaire de caractères de Kangxi trouvent cette théorie crédible. Dans ce cas, la conquête du Shu marque le début des hostilités entre le Chu et le Xu, ce dernier agissant conformément aux plans de Qi. Toujours est-il qu'en 655 av. J.-C., Qi lance son invasion de Chu avec l'aide des États de Song, Chen, Wey, Zheng, Xǔ, et Cao. Cependant, l'offensive s'embourbe rapidement et l'alliance n'arrive pas à affaiblir Chu. Finalement, un pacte de non-agression est conclu entre les deux parties, dont la seule conséquence est que Chu décide de s'étendre davantage dans la vallée de la rivière Huai au lieu d'attaquer à nouveau les États du Nord. Chu commence donc à s'étendre de manière plus agressive dans la sphère d'influence de Xu et conquiert plusieurs petits États de la vallée de la Huai.
Parmi ceux-ci figurent également plusieurs alliés locaux de Qi, comme l'État de Huang. Que l'ancien hégémon se révèle incapable de protéger ses alliés montre à quel point le pouvoir de Qi a diminué. En 646 av. J.-C., Qi abandonne même la ville de Yongqiu, son ancienne capitale, en réponse aux attaques des peuples non chinois vivant sur les rives de la rivière Huai. Si deux des trois commentaires du Chūnqiū ne donnent pas plus de détails sur ces assaillants, le Gongyang Zhuan (en) rejette purement et simplement la thèse des peuples non chinois et considère que les responsables de cette attaque sont les États de Xu et Ju.
Ainsi, juste avant la guerre qui éclate en 645 av. J.-C., la situation de l'alliance anti-Chu est déjà problématique. L'État de Qi, le fondateur et membre le plus puissant de l'alliance, a perdu une grande partie de sa puissance militaire et de son influence au cours des années précédentes. Pire, si l'on en croit le Gongyang Zhuan, il y a même eu une guerre entre les membres de l'alliance juste avant le déclenchement des hostilités avec Chu. Enfin, deux membres de la coalition, les États de Wei et Zheng ont également souffert de raids du peuple Di. En conséquence, la puissance de la coalition anti-Chu diminue, tandis que celle de Chu augmente sur les plans politique et militaire.

## Campagnes contre Chu et bataille de Loulin
Au printemps 645 av. J.-C., Chu envahit finalement Xu. Selon le Zuo Zhuan, l'invasion est une riposte à la destruction de Shu et à l'alliance probable entre le Xu et les États du nord. En réponse à l'offensive du Chu, le duc Huan de Qi organise une réunion avec les dirigeants des États de Lu, Song, Chen, Wei, Zheng, Cao et Xǔ à Muqiu, près de l'actuelle ville de Liaocheng. Là, ils renouvellent leur alliance contre le Chu et organisent une expédition militaire pour voler au secours de Xu. Ils rassemblent une armée à Kuang, ce qui correspond actuellement au Xian de Daming, qui est composée de contingents envoyés par les États de l'alliance. Chaque contingent est commandé par son propre officier, celui de Lu étant commandé par Gongsu Ao. Également connu sous le nom de Meng Mubo, Ao est à la fois un haut fonctionnaire de Lu, le fils du prince Qingfu et petit-fils du Duc Huan de Lu. Partant de Kuang, les troupes de la coalition marchent vers Xu. Une telle expédition de secours est loin d'être sans précédent, car le duc Huan de Qi avait déjà aidé de nombreux États pendant son hégémonie.
À l'automne de la même année, des armées des États de Qi et Cao envahissent également l'État de Li, qui se situe à l'emplacement de l'actuelle ville de Suizhou. En attaquant Li, un État vassal de Chu, ils tentent de créer une diversion en faveur de Xu. Cependant cette diversion échoue, car les troupes de Chu restent dans l'État de Xu, tandis que les tensions au sein de la coalition commencent à augmenter. L'hiver suivant, ces tensions montent encore d'un cran lorsque Song envahit Cao, bien que les deux États soient des membres de l'alliance anti-Shu. Cette guerre sape l'efficacité de l'expédition de secours et montre de manière claire que Qi a perdu le contrôle qu'il exerçait sur les membres de l'alliance. Alors que la coalition s'effondre, Chu affronte finalement les troupes de Xu à Loulin dans l'actuel Xian de Fengyang.
On sait très peu de choses sur la bataille elle-même, en dehors du fait que Chu a vaincu l'armée de Xu. Le Zuo Zhuan commente seulement que Xu est vaincu parce qu'il comptait trop sur le soutien de ses alliés. Néanmoins, la victoire de Chu n'est apparemment pas totale, car l'État de Xu reste indépendant et allié avec Qi, du moins pour le moment.

## Conséquences
Même si la bataille de Loulin n'est pas directement responsable de la fin de l'hégémonie de Qi et du déclin de Xu, elle a accéléré les deux processus. Les luttes intestines au sein de la coalition dirigée par Qi montrent que le duc Huan n'a plus de contrôle sur les autres États, ce qui réduit encore un peu plus son prestige et son autorité. Après Loulin, il ne peut plus organiser d'opérations concertées entre les États chinois, et l'expédition de secours pour Xu est sa dernière tentative de sauver un État menacé par des envahisseurs. Comme le chancelier Guan Zhong, architecte de l'hégémonie de Qi, meurt également en 645 av. J.-C., l'État de Qi lui-même commence à sombrer dans le désordre. Le Duc Huan aide Xu lors d'une ultime contre-offensive contre Chu en 643 av. J.-C. Les États de Qi et Xu envahissent Yingshi, un État vassal de Chu situé à l'emplacement de l'actuelle ville de Lu'an, afin de "venger (...) la défaite de Xu par Chu à Loulin". Plus tard la même année, le Duc Huan meurt, peut-être assassiné par ses conseillers, et Qi sombre dans la guerre civile.
Dans le même temps, grâce à sa victoire sur l'alliance de Xu et Qi à Loulin, Chu a pu poursuivre son expansion vers l'est. Cet État a fini par conquérir la majeure partie de la vallée ouest et centrale de la rivière Huai au cours des décennies suivantes. En conséquence, Chu a définitivement remplacé Xu dans le rôle d'État le plus puissant la vallée orientale de la rivière Huai. De plus, Xu, affaibli par sa défaite à Loulin, est également de plus en plus éclipsé par l’État voisin de Zhongli. Subissant les pressions conjointes de Chu et de Zhongli,, l'État de Xu est réduit à ses possessions centrales et finit par tomber sous la domination de Chu, devenant l'un des États vassaux de ce dernier.